# InterNetNews
INN (InterNetNews) é um pacote do servidor Usenet, desenvolvido por Rich Salz em 1991 e apresentado na conferência de Summer USENIX em 1992, San Antonio, Texas. Foi o primeiro servidor de notícias com a funcionalidade NNTP integrada.
Enquanto os servidores atuais processavam artigos individualmente ou em "batches", o INN por meio de um processo contínuo recebe artigos da rede, arquivos, para que os registros de hosts remotos possam recebê-lo. 